# Джо Ландо
Джоузеф Джон „Джо“ Ландо (на английски: Joseph John 'Joe' Lando; роден на 9 декември 1961 г.) е американски актьор. Известен е с ролята си на Байрън Съли в сериала „Д-р Куин Лечителката“.

## Избрана филмография
- „Стар Трек IV: Пътуване към вкъщи“ (1986)
- „Без устав“ (1998)
- „Д-р Куин Лечителката“ (1999, сериал)
- „Убийствен потоп“ (2003)
- „Смъртоносни роботи“ (2006)
- „Метеорен апокалипсис“ (2010)
- „Вечеря с приятели“ (2020)